# Tauriner

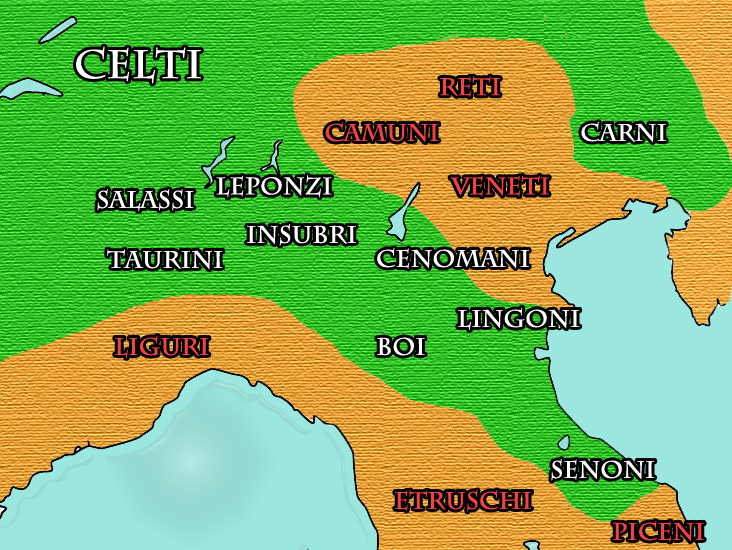
Norditalienische Stämme

Die Tauriner (lateinisch Taurini) waren ein ligurisch-keltischer Stamm, der am südlichen Alpenrand im Gebiet des heutigen Piemont in Italien seinen Wohnsitz hatte. Der Stammesname ist heute noch in dem der Stadt Turin erhalten (lateinisch erst Castra Taurinorum, dann Iulia Augusta Taurinorum, gegründet 27 v. Chr. als Colonia mit Römischen Bürgerrecht).
Zur Zeit von Hannibals Einfall in Italien (218 v. Chr.) waren die Tauriner mit den Insubrern verfeindet und wollten sich deshalb nicht den karthagischen Truppen anschließen (Polybios, Historíai III 60). Hannibal besiegte die 3800 Krieger mit einem Heer von 30–40.000 Soldaten, wozu er drei Tage benötigte, und eroberte ihre Hauptstadt Taurasia. Aus Zorn über den Verlust von 11.000 Männern ließ er fast alle Gefangenen als Warnung an die anderen norditalischen Völker hinrichten.
Ein Zusammenhang mit den Tauriskern, die nach Polybios (Historíai II 15) ebenfalls in der Poebene siedelten, ist wahrscheinlich. Die Tauriner sollen sich nach deren verlorenem Kampf gegen die Römer als Stammesteil von den Tauriskern abgespalten haben.